# Вольфрам Вуттке
Вольфрам Вуттке (нім. Wolfram Wuttke; 17 листопада 1961, Кастроп-Рауксель — 1 березня 2015, Люнен) — німецький футболіст, півзахисник.

## Клубна кар'єра
На молодіжному рівні Вуттке виступав за команди «Кастроп» і «Шальке 04». У «Шальке» в 1979 році він дебютував у Бундеслізі. Після того, як в сезоні 1980/81 клуб вилетів з чемпіонату, Вуттке міг відправитися в США, грати за «Нью-Йорк / Нью-Джерсі МетроСтарз», «Чикаго» або «Лос-Анджелес Ацтекс». Але в підсумку з 1981 по 1983 рік Вольфрам Вуттке виступав за «Боруссію» з Менхенгладбаха, а потім знову за «Шальке 04». Під час перебування в «Боруссії», Вуттке дав прізвисько Osram головному тренеру команди Юппу Хайкенсу. З 1983 по 1985 рік він грав у «Гамбурзі», в перший же рік ставши учасником Суперкубка Європи. Протягом 5 років, до об'єднання Німеччини, Вольфрам виступав в «Кайзерслаутерні», а потім виїхав до «Еспаньйола». Завершив кар'єру на батьківщині, в команді «Саарбрюкен».

## Виступи за збірну
У складі молодіжної збірної ФРН Вольфрам Вуттке зайняв 2-е місце на чемпіонаті Європи 1982 року.
У збірній ФРН дебютував 15 жовтня 1986 року в товариському матчі з командою Іспанії. На чемпіонаті Європи 1988 року зіграв один матч. У складі олімпійської збірної ФРН провів 6 матчів на Іграх в Сеулі і забив 2 голи.

## Титули і досягнення
- Бронзовий олімпійський призер: 1988